# Chomutov
Chomutov (Duits: Komotau) is een statutaire stad in de Tsjechische regio Ústí nad Labem (grenzend aan de Duitse deelstaat Sachsen). De stad telt 46.940 inwoners (2023) en ligt op 340 meter hoogte aan de voet van het Ertsgebergte. Het is de hoofdstad van het gelijknamige district.

## Geschiedenis
Villa Forensus werd in 1252 door Kothobor von Retschitz geschonken aan de Duitse Orde en ter plaatse bouwde deze een burcht. In 1396 kreeg het bijbehorende dorp van de Orde stadsrecht. In 1420 kwam de stad onder de Boheemse kroon en de koning verpandde haar aan de markgraaf van Meissen. Een jaar later bezetten de Hussieten Komotau en moordden het deel van de bevolking dat bij het oude geloof bleef uit. De stad kwam daarna in handen van verschillende Boheemse adelsgeslachten en werd ondertussen tijdelijk veroverd en in 1547 platgebrand door Saksische troepen, gedurende de Schmalkaldische Oorlog, waarna de pest uitbrak en een groot deel van de bevolking het leven liet. De stadsbevolking werd in die periode luthers maar in 1589 kregen de Jezuïeten van de koning toestemming om de contrareformatie door te voeren. Spanningen bleven bestaan tot aan de machtsovername, in 1618, van Bohemen door de katholieken onder Maximiliaan van Habsburg. Daarna bleef de stad en geheel Bohemen oorlogsgebied tot 1648 gedurende de Dertigjarige Oorlog. Het bevolkingsaantal haalde het aantal van 1500 allang niet meer in en de stad bleef sindsdien klein en zonder betekenis. In 1813 werd ze nog een keer bekend als de plaats waar Napoleon, tsaar Alexander I van Rusland en de keizer Frans I van Oostenrijk een verbond sloten, dat overigens geen jaar zou duren. 
In de 19de eeuw kwam nijverheid van machinebouwfabrieken tot stand en groeide de bevolking van drie- tot zeventienduizend, voor meer dan 90% Duitstalige, inwoners. Op 1 oktober 1938 werd het Sudetenland door Duitsland geannexeerd. Na de terugkeer van de Tsjechische autoriteiten werd vrijwel de gehele bevolking van Komotau (30.000 zogenaamde Sudeten-Duitsers) in mei en juni 1945 uitgewezen, waarbij hun bezittingen geconfisqueerd werden. Zie verdrijving van Duitsers na de Tweede Wereldoorlog. Nieuwe bewoners - Tsjechen, en uit Slowakije Roma en Hongaren - vestigden zich in hun plaats in het nieuwe Chomutov.  
In 2006 kreeg de stad Chomutov de status statutaire stad.

## Bezienswaardigheden
- Aluinmeer (Kamencové jezero) ten noorden van de stad circa 16 ha groot en 4 meter diep
- Sint Katharinakerk (Sankt Katharinenkirche oorspronkelijk burchtkapel van Duitse Orde), vroeggotisch uit 1281
- Gymnasiumtoren
- Districtsmuseum (Okresní muzeum v Chomutově) uit 1911 met regionale en stadsgeschiedenis
- Sint Ignatiuskerk door Carlo Lurago uit 1663–1668
- Speichar, voor de bouw van de St. Ignatiuskerk een jezuïetenkerk, gebouwd in 1611
- Drievuldigheidszuil (Dreifältigkeitssäule),  1697 door Ambroz Laurentis gemaakt
- Stadstoren uit 1525
- Komotause stuwdam (Talsperre Kamenička) bij Blatno

## Verkeer en vervoer
Chomutov is verbonden via de lokale weg 120 met Žatec, Kladno en Praag, via de 130 met Ústí nad Labem, via de 133 met Jirkov, via de 137 met Vejprty, via de 140 met Karlovy Vary en Cheb en de 164 met Kadaň.
Het stedelijke en regionale busvervoer wordt verzorgd door Dopravní podnik měst Chomutova a Jirkova a.s.

## Fotogalerij

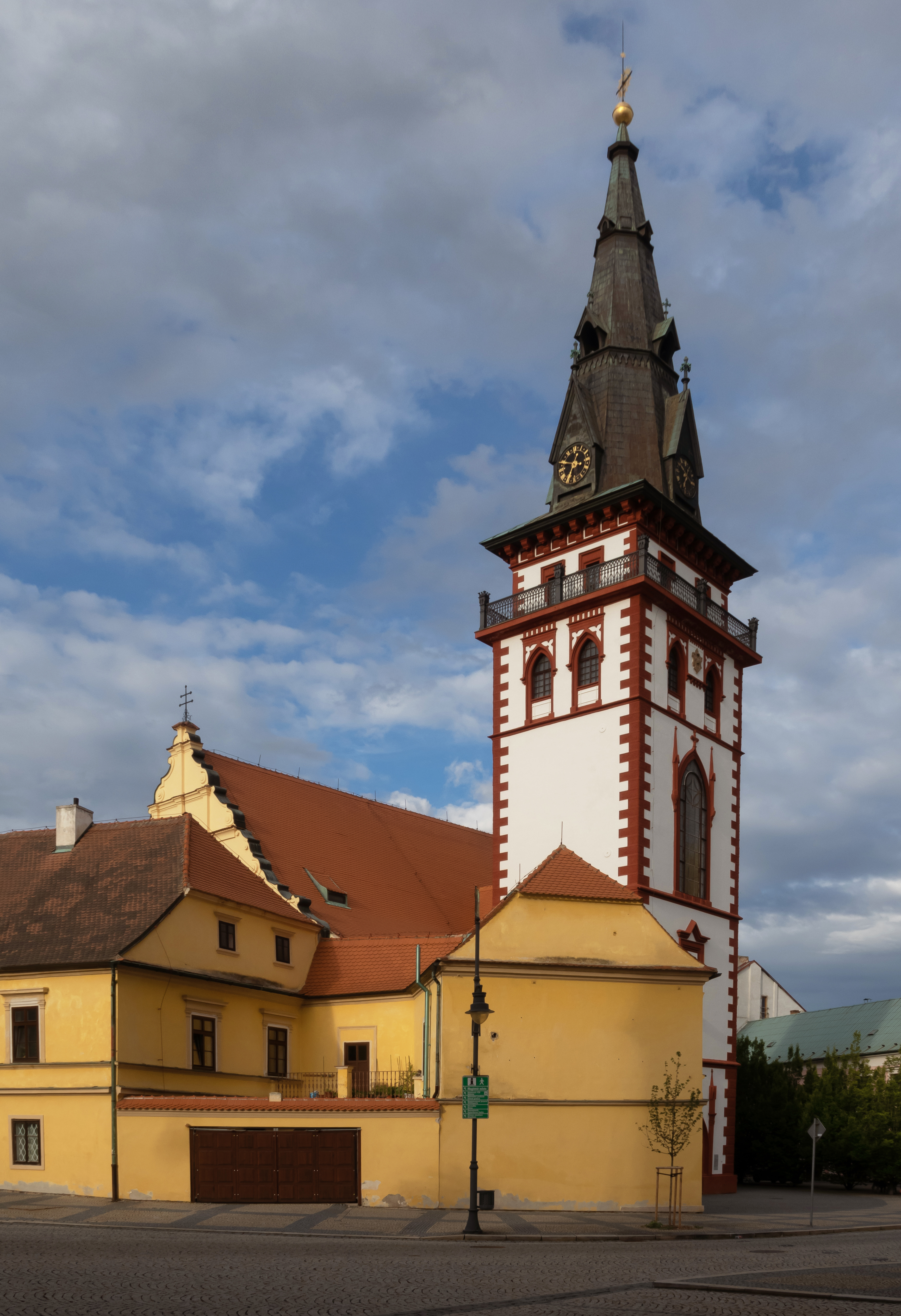
Kerk: kostel Nanebevzetí Panny Marie
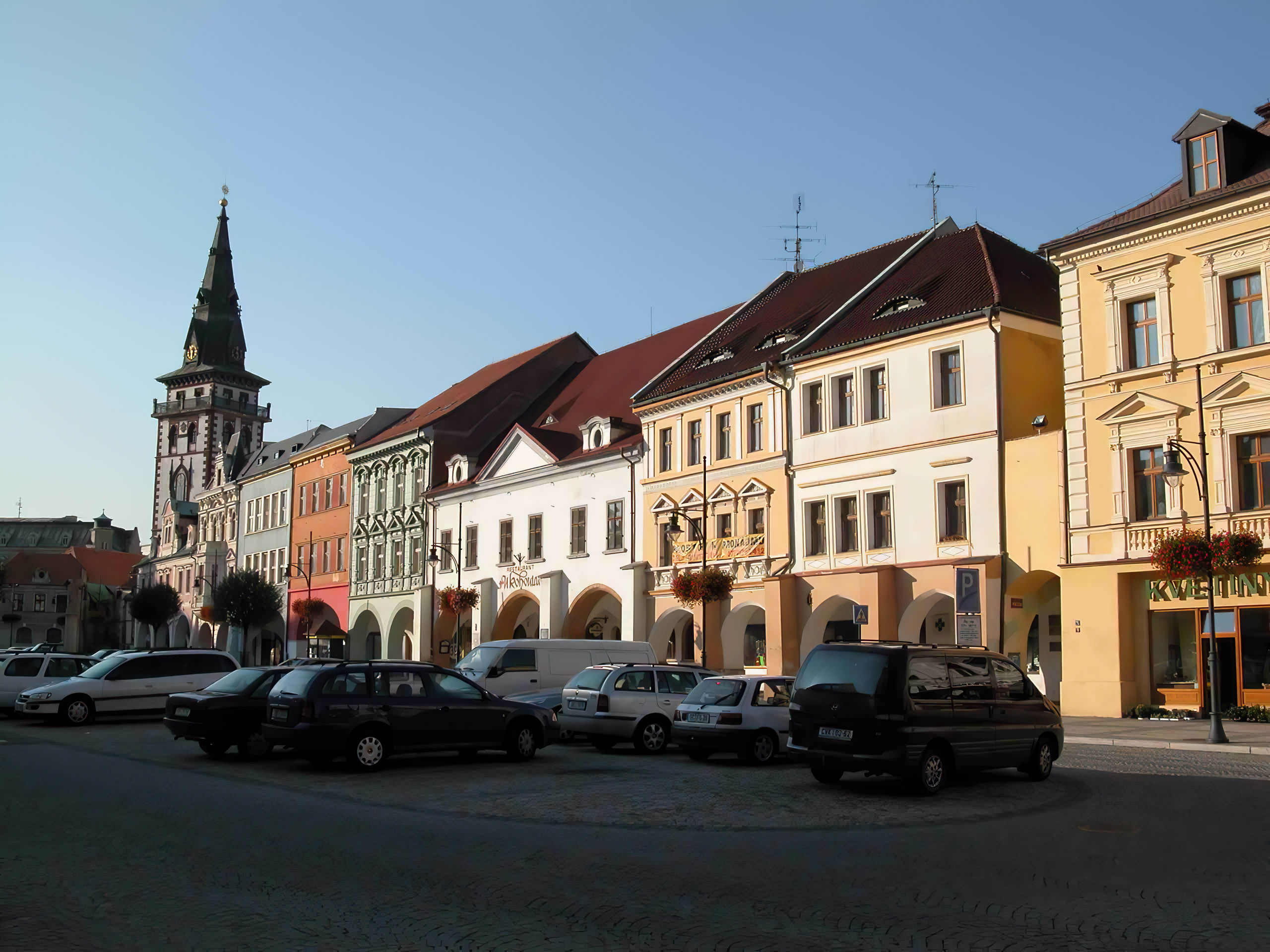
Náměstí 1. Máje (Marktplein)
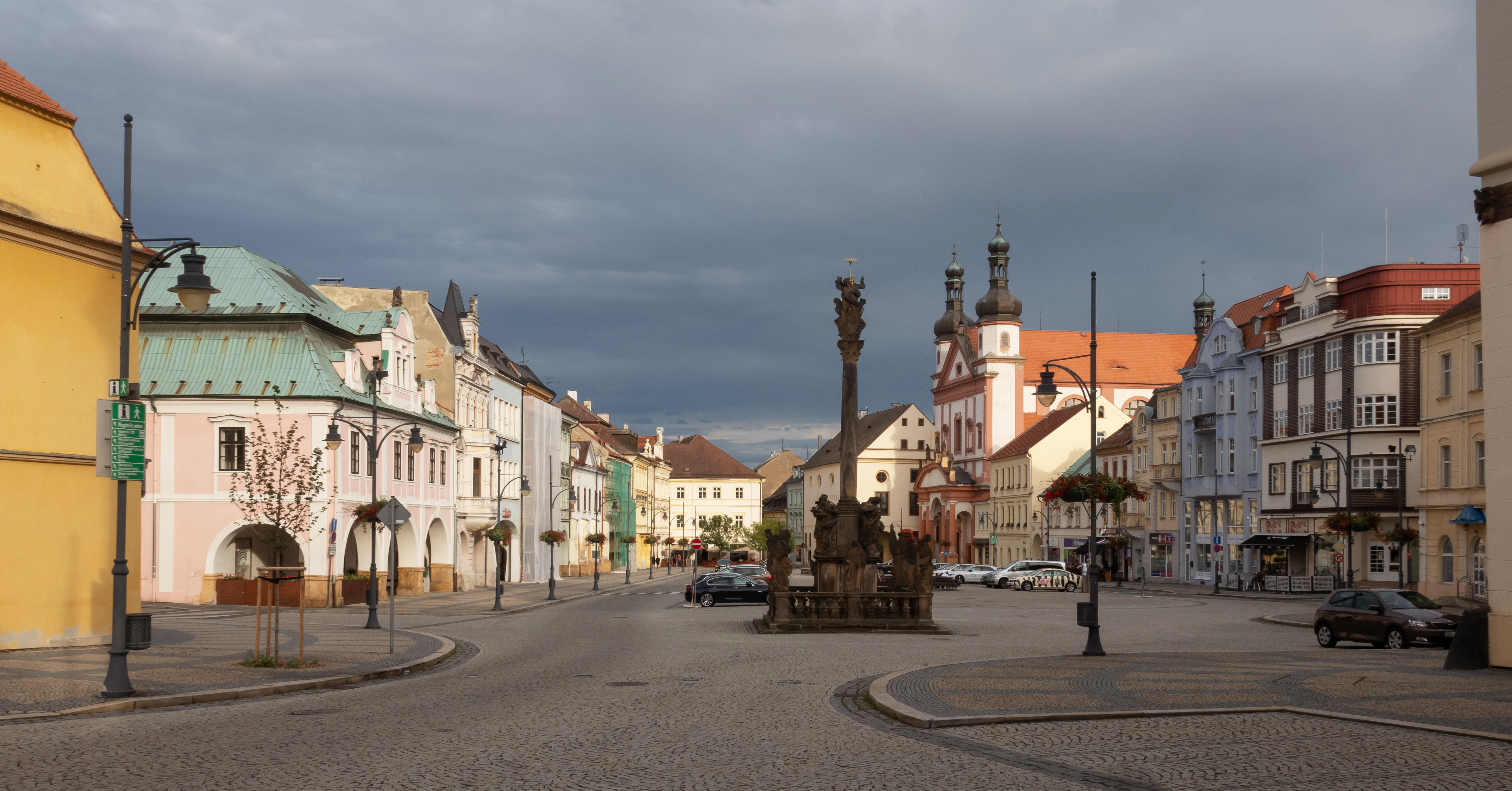
Náměstí 1. Máje (Marktplein) met op de voorgrond sculptuur (sloup se sousoším Nejsvětější Trojic)
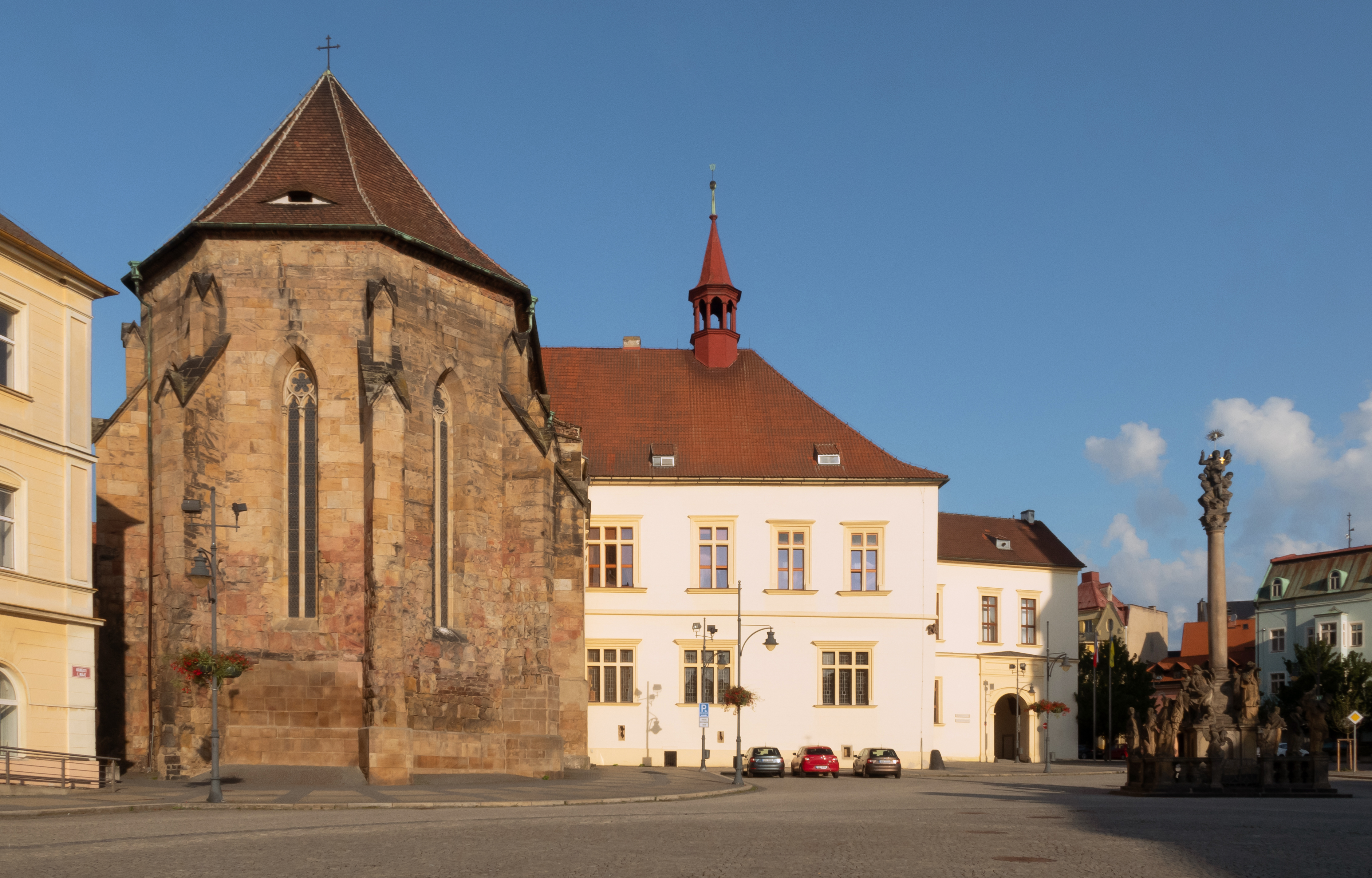
Stadhuis - býv. komenda Řádu německých rytířů, kerk: s kostelem sv. Kateřiny

## Geboren in Chomutov
- Ruth Maria Kubitschek (1931-2024), Duits-Zwitsers actrice
- Rainer Holbe (1940-2025), Duits televisiepresentator, auteur en journalist

Bílence · 
Blatno · 
Boleboř · 
Březno · 
Černovice · 
Domašín · 
Droužkovice · 
Hora Svatého Šebestiána · 
Hrušovany · 
Chbany · 
Chomutov · 
Jirkov · 
Kadaň · 
Kalek · 
Klášterec nad Ohří · 
Kovářská · 
Kryštofovy Hamry · 
Křimov · 
Libědice · 
Loučná pod Klínovcem · 
Málkov · 
Mašťov · 
Měděnec · 
Místo · 
Nezabylice · 
Okounov · 
Otvice · 
Perštejn · 
Pesvice · 
Pětipsy · 
Račetice · 
Radonice · 
Rokle · 
Spořice · 
Strupčice · 
Údlice · 
Vejprty · 
Veliká Ves · 
Vilémov · 
Vrskmaň · 
Všehrdy · 
Všestudy · 
Výsluní · 
Vysoká Pec